# صموئيل دكستر
صموئيل دكستر (بالإنجليزية: Samuel Dexter)‏ (و. 1761 – 1816 م) هو سياسي، ومحام من الولايات المتحدة الأمريكية ولد في بوسطن.
تولى منصب عضو مجلس الشيوخ الأمريكي، ووزير الخزانة الأمريكي .وهو عضو في الحزب الفيدرالي الأمريكي .

## التعليم
تعلم في كلية هارفارد، وجامعة هارفارد.

## روابط خارجية
- صموئيل دكستر على موقع إن إن دي بي (الإنجليزية)